# 岐阜県道241号大垣池田線
岐阜県道241号大垣池田線（ぎふけんどう241ごう おおがきいけだせん）は、岐阜県大垣市から同県揖斐郡池田町に至る一般県道である。

## 概要
大垣市昼飯町を起点とし、大垣市北西部を北進し、円興寺トンネルを経由して、池田温泉のある池田町片山に至るルートとなっている。大垣市側に山間部を通る狭小区間があるにもかかわらず、垂井町方面から池田町方面へのショートカットになっており意外と通行量は多い。行き違い設備は充実している。岐阜県道53号岐阜関ケ原線の垂井町・池田町間の梅谷片山トンネルが開通するまで、池田町側では関ケ原町方面に行く車は、この岐阜県道241号大垣池田線へ誘導されていた。

### 路線データ
岐阜県法規集に基づく起終点および経過地は次のとおり
- 起点：大垣市（昼飯町交差点＝岐阜県道216号赤坂垂井線交点）
- 終点：揖斐郡池田町（池田温泉新館東交差点＝岐阜県道53号岐阜関ケ原線交点）
- 重要な経過地：なし
- 実延長：4,243.2m[要出典]

## 地理

### 通過する自治体
- 岐阜県
大垣市 - 揖斐郡池田町

### 交差する道路
大垣市
- 岐阜県道216号赤坂垂井線：昼飯町交差点

揖斐郡池田町
- 岐阜県道53号岐阜関ケ原線：池田温泉新館東交差点

### 沿線
- 昼飯大塚古墳
- 美濃国分寺
- 円興寺
- 源朝長の墓
- 池田温泉

## 別名
- 揖斐川ふれあい街道（大垣市、池田町）